# Selencasta
Selencasta is een geslacht van hooiwagens uit de familie Assamiidae.
De wetenschappelijke naam Selencasta is voor het eerst geldig gepubliceerd door Roewer in 1935. 

## Soorten
Selencasta is monotypisch en omvat slechts de volgende soort:
- Selencasta minuscula